# DAZN (Belgique)
DAZN est un groupe audiovisuel, qui diffuse trois chaînes de télévision sportives en français et en néerlandais (DAZN 1, DAZN 2 et DAZN 3) en Belgique et au Grand Duché du Luxembourg, et ce depuis 2015. Eleven Sports a été racheté par DAZN en 2022 et a transitionné vers cette marque en 2023.

## Histoire

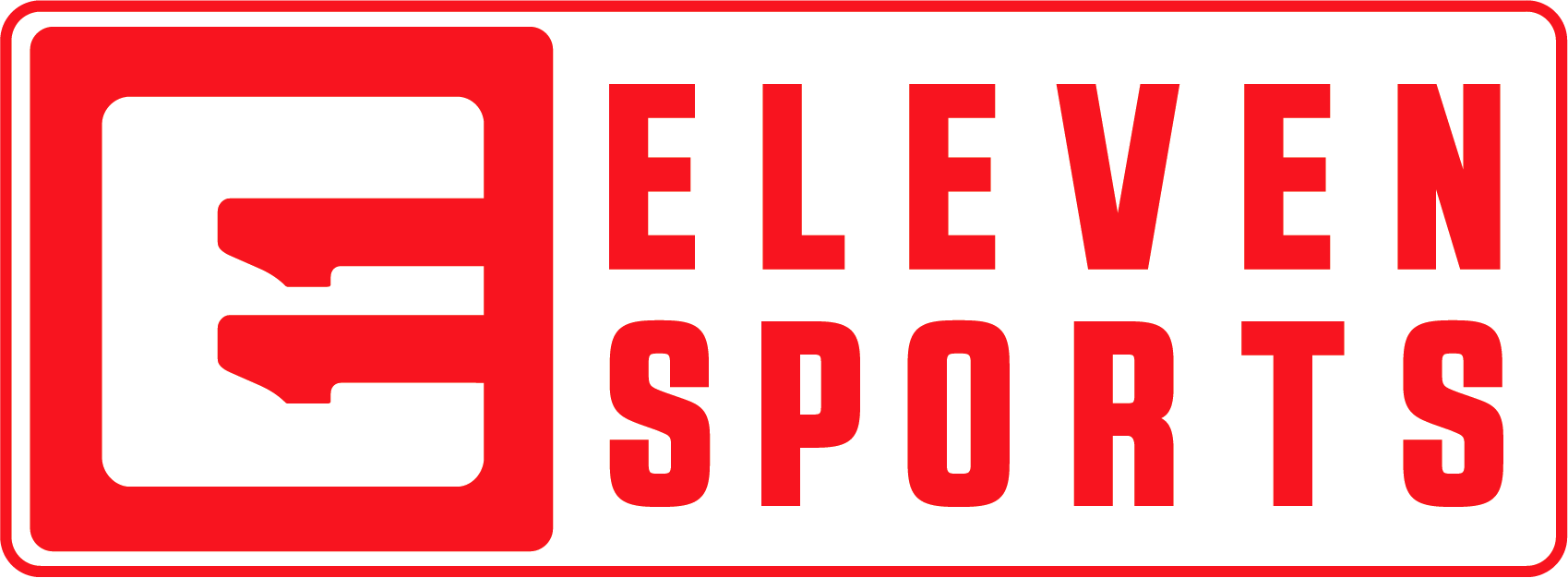
Logo 2015-2020

Le 2 août 2015, Eleven Sports Network lance la diffusion de ses deux premières chaînes en Belgique francophone : Eleven Sports 1 et Eleven Sports 2. La première est exclusivement destinée à la diffusion du football, et propose la diffusion du Calcio (Série A), de la Ligue 1, ainsi que des championnats brésilien, écossais, et de la Coupe d’Angleterre. Quant à la seconde, elle diffuse d'autres sports (tennis, athlétisme, cyclisme, sports moteurs…). Les chaînes sont alors disponibles sur Proximus TV, via deux options payantes du groupe.
En septembre de la même année, Christian Loiseau, directeur des programmes de Be TV, annonce que le groupe Voo (propriétaire de Be TV) a entamé des discussions avec Eleven Sports afin d'également diffuser leurs chaînes sur le câble. En effet, l'arrivée d'Eleven Sports dans le paysage audiovisuel belge francophone a mis Voo en difficulté, alors que Be TV était jusqu'alors la seule chaîne de télévision à péage en Fédération Wallonie Bruxelles.
Le 2 décembre 2015, Eleven Sports signe un accord avec Voo et Be TV.
Le 2 mai 2017, Eleven Sports lance sa troisième chaîne, Eleven Sports 3, sur la plateforme Proximus TV. La chaîne diffusera les matches de La Liga, de Serie A et de Ligue 1 qui ne sont pas diffusés sur Eleven Sports 1 ou Eleven Sports 2 en raison de l’offre excédentaire, mais aussi tous les matchs de l’Euro Hockey League, le Cage Warriors Fighting, la Premier League Darts et les championnats du monde de darts. En outre, les trois chaînes d'Eleven Sports sont désormais également accessible sur le site internet du groupe.
En décembre 2016, Eleven Sports Network signe un partenariat avec Liverpool FC, et ce afin de diffuser la chaîne du club, LFCTV. La diffusion de trois heures de programme par semaine est prévue.

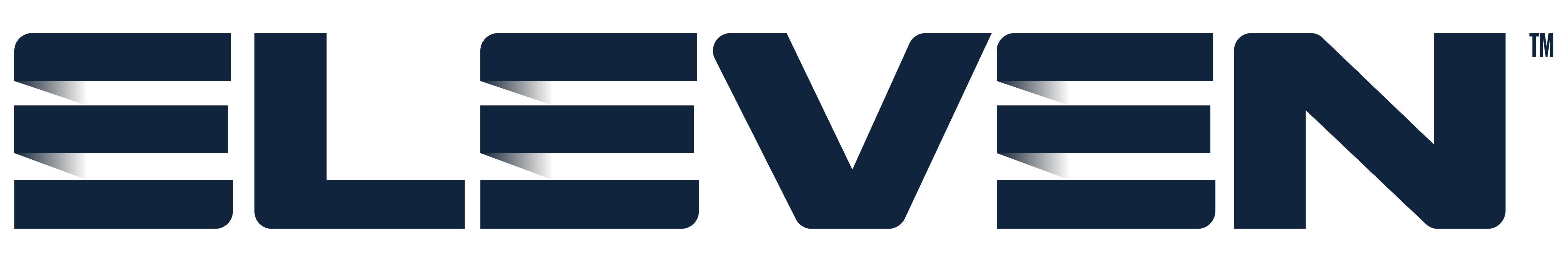
Logo 2020-2023

À partir du 1er septembre 2018, la chaîne Eleven Sports 3 est aussi diffusée sur Voo.
En 2020, Eleven Sports acquiert les droits télévisés du championnat de Belgique de football pour les 5 saisons à venir, et lance ainsi son bouquet Eleven Pro League,.
En 2022, Eleven Sports est racheté par la plateforme sportive mondiale DAZN qui remplace progressivement la marque à partir de 2023,.

## Programmes
Lors du lancement des deux premières chaînes, le rédacteur en chef Jan Mosselmans annonce que seuls des journalistes free-lance seront engagés. Parmi eux, on retrouve Mathieu Istace, Alex Teklak et Gilles De Bilde. Dans un premier temps, ils n'apparaîtront pas à l'écran : les commentaires seront assurés en cabine, dans les studios bruxellois de la société Imaginia.

### Eleven Sports 1
La première chaîne du groupe est exclusivement consacrée au football. Elle diffuse les compétitions suivantes :
- Championnat d'Allemagne de football (Bundesliga)
- Championnat du Brésil de football
- Championnat d'Écosse de football (Scottish Premiership)
- Championnat d'Espagne de football (Liga)
- Championnat de France de football (Ligue 1)
- Championnat d'Italie de football (Serie A)
- Coupe de la Ligue anglaise de football (EFL Cup)

### Eleven Sports 2
Initialement, la seconde chaîne du groupe était consacrée aux sports autres que le football. En cas de conflit horaire entre plusieurs compétitions, ou entre plusieurs matches d'une même compétition, Eleven Sports 2 pouvait alors diffuser un match de football en complément d'Eleven Sports 1.
Toutefois, depuis le lancement d'Eleven Sports 3, le football a pris une place prépondérante au sein de la grille de la seconde chaîne ; les autres sports étant relégués sur la troisième chaîne.
La chaîne diffuse notamment les compétitions suivantes :
- Football : Championnat d'Angleterre de football D2 (Football League Championship)
- Football américain : National Football League

### Eleven Sports 3
La troisième chaîne d'Eleven Sports diffuse des programmes sportifs autres que le football. Elle diffuse notamment les sports suivants : tennis, athlétisme, cyclisme, sports moteurs, Euro Hockey League, Champions League Handball, darts et arts martiaux.

## Organisation

### Dirigeants
Directeur :
- Danny Menken

Responsable du contenu :
- Peter Thiessen

Rédacteur en chef :
- Jan Mosselmans

### Capital
Le capital est détenu à 100 % par le groupe audiovisuel international Eleven Sports.

## Diffusion
Eleven Sports diffuse des chaînes belges en français et en néerlandais, dans toute la Belgique et au Luxembourg. Les trois chaînes francophones sont diffusées sur les plateformes suivantes :
| Mode de diffusion | Plateforme  | Canaux                                                                                 | Remarques |
| ----------------- | ----------- | -------------------------------------------------------------------------------------- | --- |
| Câble             | Telenet     | - Eleven Sports 1 : 395 - Eleven Sports 2 : 396 - Eleven Sports 3 : 397                | Diffusion en régions flamande et bruxelloise. Chaînes disponibles dans l'offre Play Sports.                                                                    |
| Câble             | SFR Belux   | - Eleven Sports 1 : 226 - Eleven Sports 2 : 227                                        | Diffusion en régions wallonne et bruxelloise, et au Grand Duché du Luxembourg. Chaînes disponibles dans l'offre Eleven Sports.                                 |
| Câble             | Voo         | - Eleven Sports 1 : 233 - Eleven Sports 2 : 234 - Eleven Sports 3 : 235                | Diffusion en régions wallonne et bruxelloise. Chaînes disponibles dans l'offre Voo Sport World.                                                                |
| IPTV              | Orange TV   | - Eleven Sports 1 : 32 - Eleven Sports 2 : 33 - Eleven Sports 3 : 34                   | Diffusion en régions wallonne, flamande et bruxelloise. Chaînes disponibles dans l'offre de base.                                                              |
| IPTV              | Proximus TV | - Eleven Sports 1 : 741*/751 - Eleven Sports 2 : 742*/752 - Eleven Sports 3 : 743*/753 | Diffusion en régions wallonne, flamande et bruxelloise. Chaînes disponibles dans les offres All Sports et International Sports. * Chaînes en haute définition. |
| IPTV              | Scarlet     | - Eleven Sports 1 : 741*/751 - Eleven Sports 2 : 742*/752 - Eleven Sports 3 : 753      | Diffusion en régions wallonne, flamande et bruxelloise. Chaînes disponibles dans l'offre International Sports. * Chaînes en haute définition.                  |
| Satellite         | TéléSAT     | - Eleven Sports 1 : 120 - Eleven Sports 2 : 122 - Eleven Sports 3 : 123                | Chaînes disponibles dans l'offre de base. |

## Audiences
Source : Centre d'Information sur les Médias.

### Top 10 des programmes les plus regardés par année
| 2017 | 2017                                                                                  | 2017       | 2017                      | 2017           |
|      | Programme                                                                             | Date       | Nombre de téléspectateurs | Part de marché |
| ---- | ------------------------------------------------------------------------------------- | ---------- | ------------------------- | -------------- |
| 1    | Football : Championnat d'Espagne de football 2016-2017 : Real Madrid/FC Barcelone     | 23/04/2017 | 39 100                    | 2,1 %          |
| 2    | Football : Coupe d'Angleterre de football 2016-2017 : Arsenal/Chelsea                 | 27/05/2017 | 25 500                    | 3,0 %          |
| 3    | Football : Championnat d'Espagne de football 2016-2017 : Atletico Madrid/FC Barcelone | 26/02/2017 | 18 000                    | 1,9 %          |
| 4    | Football : Championnat de France de football 2016-2017 : Marseille/Monaco             | 15/01/2017 | 17 600                    | 2,0 %          |
| 5    | Football : Championnat d'Espagne de football 2016-2017 : FC Barcelone/R. Sporting     | 01/03/2017 | 17 100                    | 1,0 %          |
| 6    | Football : Coupe d'Angleterre de football 2016-2017 : Chelsea/Manchester              | 13/03/2017 | 15 800                    | 0,9 %          |
| 7    | Football : Championnat d'Espagne de football 2016-2017 : FC Barcelone/Bilbao          | 04/02/2017 | 15 400                    | 1,6 %          |
| 8    | Football : Championnat d'Italie de football 2017-2018 : Naples/Sampdoria              | 23/12/2017 | 13 600                    | 1,6 %          |
| 9    | Football : Championnat d'Espagne de football 2016-2017 : Real Madrid/Séville          | 14/05/2017 | 13 100                    | 0,8 %          |
| 10   | Football : Coupe d'Angleterre de football 2016-2017 : Arsenal/Manchester City         | 23/04/2017 | 12 900                    | 1,3 %          |

| 2016 | 2016                                                                                   | 2016       | 2016                      | 2016           |
|      | Programme                                                                              | Date       | Nombre de téléspectateurs | Part de marché |
| ---- | -------------------------------------------------------------------------------------- | ---------- | ------------------------- | -------------- |
| 1    | Football : Championnat d'Espagne de football 2016-2017 : FC Barcelone/Real Madrid      | 03/12/2016 | 28 000                    | 3,4 %          |
| 2    | Football : Coupe d'Angleterre de football 2016-2017 : Manchester United/West Ham       | 30/11/2016 | 13300                     | 0,8 %          |
| 3    | Football : Championnat de France de football 2016-2017 : Paris Saint-Germain/Nice      | 11/12/2016 | 11700                     | 0,7 %          |
| 4    | Eleven FC                                                                              | 21/10/2016 | 9800                      | 0,7 %          |
| 5    | Football : Championnat d'Espagne de football 2016-2017 : Séville/FC Barcelone          | 06/11/2016 | 8900                      | 0,5 %          |
| 6    | Football : Championnat de France de football 2016-2017 : Marseille/Nancy               | 04/12/2016 | 8800                      | 0,7 %          |
| 7    | Football : Championnat d'Espagne de football 2016-2017 : Valence/FC Barcelone          | 22/10/2016 | 8800                      | 1,0 %          |
| 8    | Football : Championnat de France de football 2016-2017 : Paris-Saint-Germain/Marseille | 23/10/2016 | 8600                      | 0,5 %          |
| 9    | Football : Championnat d'Italie de football 2016-2017 : AC Milan/Juventus              | 22/10/2016 | 8300                      | 0,5 %          |
| 10   | Football : Coupe d'Angleterre de football 2016-2017 : Liverpool/Tottenham              | 25/10/2016 | 8200                      | 0,5 %          |

Tous les téléspectateurs de 4 ans et plus, plus d'éventuels invités. Durée des programmes supérieure à 15 minutes.